# Can't Stop (spel)

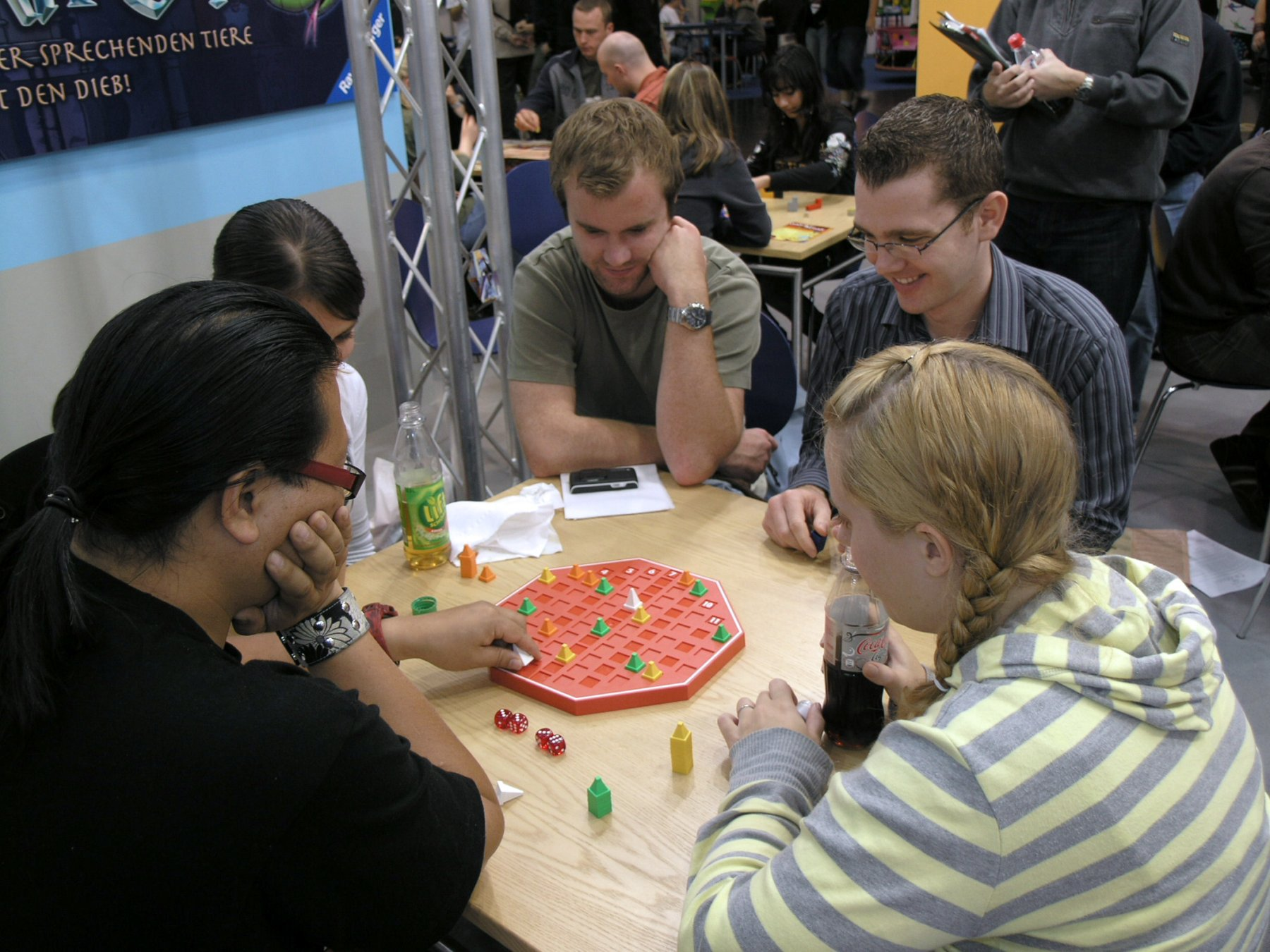
Can't Stop gespeeld in 2007

Can't Stop is een bordspel ontwikkeld door Sid Sackson. Het werd voor het eerst uitgegeven in 1980 door Parker Brothers. In 1981 werd het in het Nederlands uitgegeven door Clipper. Het spel was snel uitverkocht en werd in 2007 heruitgegeven door Face 2 Face Games en door Ravensburger in het Nederlands. In 2012 ontwikkelde Playdek een iOS-versie van het spel.

## Spelregels
Het spel is speelbaar door 2 tot 4 spelers, die elk om beurt gooien met vier dobbelstenen. De speler aan de beurt zoekt een goede combinatie met deze stenen en bezet zo een stap op het bord bij dat nummer. Telkens hij dit nummer nog eens gooit wordt zijn pion verder op de scorebalk bij dat nummer verplaatst. Wie het eerste aan het einde van een van de nummers komt kan dit bezetten. Wie als eerste drie nummers bezet wint het spel. Men dient echter op tijd te stoppen want als men geen van zijn gekozen nummer gooit verliest men die spelbeurt.